# Elizabeth Blount
Elizabeth Blount (Kinlet, c. 1500 – 1539, que era mais conhecida por "Bessie", foi amante de Henrique VIII de Inglaterra. Ela era filha de Sir John Blount e de Catherine Pershall. Sir John Blount era um fiel servo da Família Real, que acompanhou o Rei Henrique a França em 1513, quando ele travou guerra contra Luís XII de França.

## Biografia
Pouco se sabe dos primeiros anos de vida de Elizabeth Blount, excepto a sua reputada beleza, e famosa pelo seu caso com o rei Henrique VIII. Não existe nenhum retrato dela, que se conheça. Ainda jovem, ela veio para a Corte do Rei como dama de honra da esposa do Rei, Catarina de Aragão. Foi assim que se aproximou e se tornou amante do Rei Henrique, cerca de 1514.
O seu relacionamento durou algum tempo, em comparação com outros relacionamentos do Rei, que foram geralmente de curta duração. Em 15 de junho de 1519, Blount deu à luz um filho ilegítimo do Rei Henrique chamado Henry Fitzroy, e que mais tarde foi criado como Duque de Richmond e Somerset. Ele foi o único filho ilegítimo que o rei Henrique VIII reconheceu.
Logo após o nascimento do seu filho, o rei começou um caso com Mary Bolena, que pode ter sido, em parte, motivado pela "demissão" de Blount. Tal como Blount, Bolena nunca foi oficialmente reconhecida como a amante oficial do rei e a posição de maitresse-en-tître foi rejeitada.
Bessie casou por conveniência em 1522, com Gilbert Tailboys, 1.º Barão Tailboys de Kyme, cuja família tinha casos de demência, segundo alguns (A designação da família, por vezes, é de "Talboys"). Após o seu casamento, Blount não figura muito nos assuntos da monarquia Tudor ou nos registos oficiais.
Em 18 de junho de 1536, o seu filho Henry Fitzroy morreu, provavelmente de tuberculose. O seu marido, Gilbert, Lord Tailboys, também viria a morrer, em 1530, deixando-a viúva. Através do seu casamento com Gilbert Tailboys, teve três filhos - dois filhos, George e Robert e uma filha, Elizabeth. Após a morte de Tailboys, Elizabeth Blount casou com um homem mais novo, Edward Clinton, 1.º Conde de Lincoln. Eles casaram cerca entre 1533 e 1535. Desta união, teve três filhas. Por um breve momento, ela foi dama de companhia da quarta esposa de Henrique VIII, Ana de Cleves, mas devido a problemas de saúde, ela abandonou o cargo. Blount regressou para as quintas do seu marido, onde ela morreu pouco tempo depois. Tradicionalmente, é referido que morreu de tuberculose.

## Descendência
Do seu relacionamento com o rei Henrique VIII: 
- Henry Fitzroy, duque de Richmond e de Somerset, Conde de Nottingham, nascido em 1519, falecido em 1536.

Do seu primeiro casamento, com Gilbert, Barão Tailboys: 
- Elizabeth Tailboys, 4.ª Baronesa Tailboys, (1520-1563). Casou com Thomas Wymbish de Nocton (morreu em 1553) e com Ambrose Dudley, Conde de Warwick (1529-1589).
- George Tailboys, 2.º Lord Tailboys, (1522-1540). Casou com Margaret Skipwith.
- Robert Tailboys, 3.º Lord Tailboys, de jure Lord Kyme, (1523-1541).

Do seu segundo casamento, com Lord Clinton: 
- Bridget Clinton (nascido c. de 1536). Casou com Robert Dymoke de Scrivelsby, cerca de 1556 e teve dez filhos.
- Katherine Clinton (c. 1538 - Agosto de 1621). Casou com William Burgh, 2.º Lord Burgh (c. 1522 - 10 de Setembro de 1584) e teve dois filhos.
- Margaret Clinton (nascida c. de 1539). Casou com Charles Willoughby, Barão de Parham, e teve cinco filhos.